# Xanthocnemis zealandica
Xanthocnemis zealandica är en trollsländeart som först beskrevs av Mclachlan 1873.  Xanthocnemis zealandica ingår i släktet Xanthocnemis och familjen dammflicksländor. Inga underarter finns listade i Catalogue of Life.